# 第4哨戒飛行隊 (アメリカ海軍)
第4哨戒飛行隊（だい4しょうかいひこうたい、英: Patrol Squadron 4、略称：VP-4）は、アメリカ海軍太平洋艦隊海軍航空軍第10哨戒・偵察航空団隷下の哨戒部隊。愛称はスキニー・ドラゴンズ（英: The Skinny Dragons）。1943年7月1日にカリフォルニア州のアラメダ海軍航空基地で編成された第144爆撃飛行隊（英: Bombing Squadron 144、略称：VB-144）が起源で、1944年10月1日に第144哨戒爆撃飛行隊（英: Patrol Bombing Squadron 144、略称：VPB-144）、1946年5月15日に第144哨戒飛行隊（英: Patrol Squadron 144、略称：VP-144）、同年11月15日に第4中型哨戒飛行隊（陸上）（英: Medium Patrol Squadron (Landplane) 4、略称：VP-ML-4）、1948年9月1日に第4哨戒飛行隊へと改編された。ワシントン州のホイッドビー・アイランド海軍航空基地に所在し、哨戒機としてP-8Aを運用する。

## 配備基地の変遷
第4哨戒飛行隊は、これまでに以下の航空基地に配備されている。
- アラメダ海軍航空基地（カリフォルニア州・アラメダ）（1943年7月 - 1944年11月）
- ホイッドビー・アイランド海軍航空基地（ワシントン州・オークハーバー）（1944年11月 - 1945年6月）
- エニウェトク海軍航空基地（マーシャル諸島・エニウェトク環礁）（1945年6月 - 1946年9月）
- テニアン海軍航空基地（英語版）（北マリアナ諸島・テニアン島）（1946年）
- ノースアイランド海軍航空基地（カリフォルニア州・サンディエゴ）（1946年9月 - 1947年11月）
- ミラマー海軍航空基地（カリフォルニア州・サンディエゴ）（1947年11月 - 1948年1月）
- ホイッドビー・アイランド海軍航空基地（ワシントン州・オークハーバー）（1948年1月 - 1956年8月）
- 那覇海軍航空施設（日本・沖縄）（1956年8月 - 1963年11月）
- バーバーズ・ポイント海軍航空基地（英語版）（ハワイ州・カポレイ）（1963年11月 - 1998年）
- ハワイ海兵隊基地（英語版）（ハワイ州・カネオヘ）（1998年 - 2016年9月）
- ホイッドビー・アイランド海軍航空基地（ワシントン州・オークハーバー）（2016年9月 - ）

## 歴代運用機

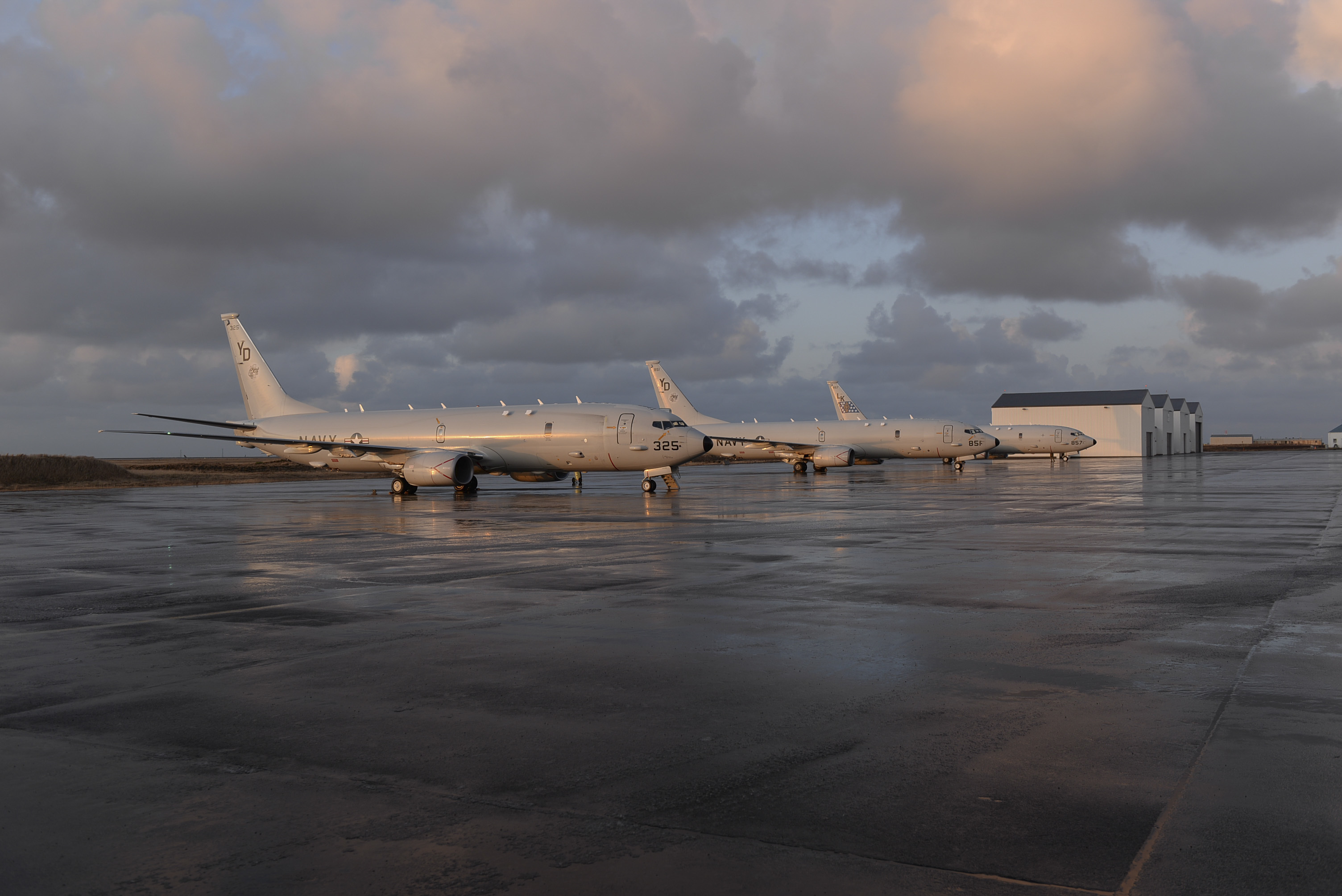
VP-4で運用するP-8A

第4哨戒飛行隊には、これまでに以下の航空機が配備されている。
- 哨戒機
  - PV-1（1943年 - 1945年）
  - PV-2（1945年 - 1947年）
  - P2V-2/-3/-5/-5F/-7/-7S（1947年 - 1966年）
  - P-3A/B/C（1966年 - 2016年）
  - P-8A（2016年 - ）